# جامي هوبكوت
جامي هوبكوت (بالإنجليزية: Jamie Hopcutt)‏ (23 يونيو 1992 بيورك في المملكة المتحدة - ) هو لاعب كرة قدم بريطاني في مركز الوسط. لعب مع نادي أوسترسوند ونادي يورك سيتي وويتبي تاون ‏ وأوست تاون ‏ وStokesley Sports Club F.C. ‏ وTadcaster Albion A.F.C. ‏.

## وصلات خارجية
- جامي هوبكوت على موقع اتحاد السويد (السويدية)
- جامي هوبكوت على موقع قاعدة بيانات كرة القدم.إي يو (الإنجليزية)
- جامي هوبكوت على موقع Soccerway.com (الإنجليزية)
- جامي هوبكوت على موقع عالم كرة القدم.نت (الإنجليزية)